# San Pedro Perulapán
San Pedro Perulapán è un comune del dipartimento di Cuscatlán, in El Salvador.